# Ádánd
Ádánd (hongrois : Ádánd [ˈaːdaːnd]) est une localité hongroise située dans le comitat de Somogy.
Les origines d’Ádánd remontent au Moyen Âge, et son nom est mentionné pour la première fois dans des documents écrits au cours du XIIIe siècle. Au fil des siècles, le village changea plusieurs fois de propriétaires et joua un rôle important parmi les localités environnantes pendant la période de l’occupation ottomane.

## Site et localisation

### Topographie et hydrographie
Ádánd est située à 12 kilomètres au sud-est de Siófok, le long du ruisseau Kis-Koppány. Son organisation urbaine correspond à celle d’un village-rue en zone de collines (sorfalu).

## Histoire
Ádánd est un village d’origine arpadienne, dont la première mention écrite remonte à 1265, sous le nom d’Adand. À cette époque, la localité était un domaine ancestral de la branche familiale du clan Szalók. Un de ses membres, Mihály Szalóki (1232-1263), transmit ses terres à son fils Elek Szalóki, dont la veuve et le fils János Szalóki vendirent leurs propriétés en 1279.
Dès 1356, Ádánd obtint le droit d’organiser un marché hebdomadaire. Parmi ses seigneurs successifs figurèrent Imre Ugron en 1460, ainsi que Imre Perneszy et Bernát Ugron en 1536. À l’époque ottomane, en 1572, le village fut rattaché au district de Náhije Endréd et comptait alors sept foyers imposables, un nombre qui passa à douze en 1582-1583.
En 1665, János Perneszy, petit-fils d’Imre Perneszy, vendit ses terres d’Ádánd à János Salomvári, puis en 1669, elles passèrent à Gergely Tallián de Vizek. En 1695, elles étaient entre les mains de Anna Julianna Perneszy, épouse de Ferenc Babócsay, et de Zsigmond Perneszy, héritiers de János Perneszy.
Sous la domination ottomane, le village fut entièrement détruit. Lors de son repeuplement progressif au XVIIe siècle, Ádánd devint un village de copropriété foncière. En 1715, seules 11 familles y étaient recensées. Ses propriétaires successifs furent notamment Anna Julianna Perneszy, veuve de Ferenc Babócsay (1715), la famille Perneszy (1726-1733), János Tallián, vice-ispán en 1767, puis en 1835, les familles Gábor Csapody de Zalalövő, János Tallián de Vizek, Botka de Szántó, Szelestey, Zeke, Terstyánszky de Nádas, Horváth et Rosty de Barkócz.
Le 24 mai 1802, Gábor Csapody de Zalalövő (1760-1825) racheta officiellement les terres d’Ádánd à ses cousins de la famille Ferenc Farkas de Boldogfa, mettant ainsi fin au partage ancestral du domaine. L’un des principaux propriétaires terriens au début du XIXe siècle fut également Boldizsár Tallián de Vizek (1781-1834), vice-ispán du comitat de Somogy.
Le château Csapody, ainsi que le vaste domaine qui l’entourait, furent acquis en 1856-1857 par la famille Wickenburg, puis successivement par les Tallián de Vizek et la famille Satzger de Bálványos.
Ádánd obtint le droit d'organiser des foires nationales à partir du 1er mai 1812. La commune fut touchée par une épidémie de choléra en 1831, puis par un incendie majeur en mars 1910, qui détruisit 32 maisons.
Au début du XXe siècle, Géza Satzger de Bálványos (1917-1943) possédait un vaste domaine et un château à Ádánd, construit à l'origine par Pál Csapody.

## Population

### Tendances démographiques
| 2001  | 2002  | 2003  | 2004  | 2005  | 2006  | 2007  | 2008  | 2009  |
| ----- | ----- | ----- | ----- | ----- | ----- | ----- | ----- | ----- |
| 2 329 | 2 349 | 2 416 | 2 422 | 2 380 | 2 358 | 2 402 | 2 346 | 2 294 |

### Minorités culturelles et religieuses
Lors du recensement de 2011, 89,3 % des habitants d’Ádánd se déclaraient Hongrois, 2,4 % Roms et 0,9 % Allemands. En raison des identités multiples, le total peut dépasser 100 %. Par ailleurs, 9,9 % des habitants n’ont pas souhaité répondre à la question sur leur appartenance ethnique.
Concernant la religion, 49,4 % des habitants se déclaraient catholiques romains, 15,8 % réformés, 0,8 % évangéliques et 0,2 % gréco-catholiques. Environ 12 % de la population se disait sans appartenance religieuse, tandis que 20 % des habitants n’ont pas répondu.
En 2022, 87,6 % des habitants s’identifiaient comme Hongrois, 2,3 % comme Roms, 1,4 % comme Allemands et 0,7 % comme Ukrainiens. De plus, 0,1 % se déclaraient Roumains et 2 % appartenaient à d'autres nationalités non hongroises. 11,9 % des habitants n’ont pas souhaité répondre.
Sur le plan religieux, 35,4 % de la population se déclarait catholique romaine, 10,2 % réformée, 0,7 % évangélique, 0,4 % gréco-catholique et 0,2 % orthodoxe. Par ailleurs, 0,8 % se déclaraient affiliés à une autre confession chrétienne, 0,9 % à une autre branche du catholicisme et 12,1 % sans appartenance religieuse. 39,2 % des habitants n’ont pas répondu.

## Équipements

### Réseaux extra-urbains
L’axe routier principal traversant le centre d’Ádánd est la route 6403, qui relie Siómaros et Ságvár. Il constitue l’itinéraire le plus important pour accéder à la commune. De plus, la route principale 65 longe la limite occidentale de son territoire, offrant une autre connexion régionale.
Sur le plan ferroviaire, la commune est desservie par la ligne Kaposvár–Siófok, avec une gare située à l’ouest de la zone habitée, à proximité du passage à niveau de la route 6403. L’accès à la gare se fait par une route de desserte, autrefois classée comme la route 64 308, mais récemment rétrogradée au statut de voie municipale.

## Patrimoine urbain
L’un des sites les plus remarquables d’Ádánd est le vestige de l’église médiévale, connu sous le nom de Törökhagyás. Il s’agit des ruines d’un édifice religieux de style roman et gothique, autrefois situé dans le village disparu de Hetye (Ketye). Ce dernier faisait partie d’un ensemble de localités médiévales comprenant également Pösze (Pesze), Éliás (Villa Elyas), Kisfalud, ainsi qu’un domaine nommé Sövény (Terra Suwen), qui occupaient autrefois le territoire actuel d’Ádánd.
Le château Csapody a été construit en 1835 par Pál Csapody, dans un style baroque tardif classicisant (copf). Entre 1946 et 2007, il a accueilli un institut de formation agricole, mais est aujourd’hui inoccupé.
La demeure Tallián, une maison baroque datant de la première moitié du XVIIIe siècle, appartenait à la famille Tallián de Vizek. Elle est actuellement utilisée comme bâtiment administratif de l’école primaire.
L’église catholique romaine, construite en 1747 dans un style baroque, se distingue par son jardin où se trouve une statue de l’Immaculée Conception (Szeplőtelen Szűz), réalisée en 1816 dans un style classique.
L’église réformée, édifiée en 1828, est un édifice de style baroque tardif.